# ポーランド・バルト・フィルハーモニック
グダニスク・フレデリック・ショパン記念ポーランド・バルト・フィルハーモニック（ポーランド語：Polska Filharmonia Bałtycka im. Fryderyka Chopina w Gdańsku）は、バルト海に面したポーランド北部の都市グダニスクに本拠を置くオーケストラ。

## 概要
1945年にグダニスク交響楽団として創立された。最初の演奏会は、9月29日にソポトで行われた。1949年、国立バルト・フィルハーモニックと改名した。1953年、オペラ部門を統合し、国立バルト・オペラ・フィルハーモニック（POiFB）となった。1974年に新しい交響楽団を結成し、1993年に独立のポーランド・バルト・フィルハーモニックへと移行した。
ポーランド・バルト・フィルハーモニックの芸術監督ロマン・ペルツキ（Roman Perucki）はオルガン奏者として著名であり、数々の国際的な賞を受賞している。ペルツキは世界中で公演し、ポーランドでオルガンの音楽祭として最も長い歴史を誇るオリワ大聖堂国際オルガン音楽祭の創設者とみなされている。2008年9月、カイ・ブーマン（Kai Bumann）が芸術監督に就任した。2017年からはゲオルゲ・チチナゼ（George Tchitchinadze）が芸術監督を務める。
フィルハーモニックのホールは、ウィキマニア2010国際会合の会場となった。